# Mark Bresciano
Mark Bresciano (Melbourne, 11 de fevereiro de 1980) é um ex-futebolista australiano que atuava como meio-campista.

## Carreira
Aos 19 anos iniciou sua trajetória no futebol italiano, onde vestiu as camisas do Empoli (três temporadas), do Parma (quatro temporadas), do Palermo (quatro temporadas) e da Lazio (uma temporada).

### Futebol árabe
No dia 16 de agosto de 2011 acertou sua transferência para o Al-Nasr, dos Emirados Árabes. Em 2012 foi contratado pelo Al-Gharafa, do Catar, onde ficou até 2015.

## Seleção Nacional

### Base
Bresciano representou a Austrália em todas as categorias de base. Foi convocado para a Copa do Mundo FIFA Sub-20 de 1999 e os Jogos Olímpicos de Verão de 2000, competição em que atuou em casa.

### Principal
Pela Seleção Australiana principal, disputou três Copas do Mundo FIFA: a de 2006, a de 2010 e a de 2014. No total, atuou em 84 partidas e marcou 13 gols pelos Socceroos entre 2001 e 2015.

## Títulos
Austrália
- Campeonato Sub-20 da OFC: 1998
- Copa das Nações da OFC: 2004
- Copa da Ásia: 2015